# Верхняя Писаревка
Ве́рхняя Пи́саревка (укр. Верхня Писарівка) — село, Червоноармейский Первый сельский совет, Волчанский район, Харьковская область, Украина.
Код КОАТУУ — 6321688702. Население по переписи 2001 г. составляет 111 (54/57 м/ж) человек.

## Географическое положение
Село Верхняя Писаревка находится на правом берегу Печенежского водохранилища (река Северский Донец) в месте впадения в него реки Польная, есть мост.
В этом месте русло водохранилища сильно изрезано, на нём много островов, село окружают большие лесные массивы (сосна) в которых много домов отдыха и детских оздоровительных лагерей.
Выше по течению в 2-х км расположено село Графское и посёлок Цюрупа (нежилое), ниже по течению в 4-х км — село Бугаевка.
Рядом, в 2-х км, проходит автомобильная дорога Т-2104.

## Происхождение названия
Раньше село называлось Писаревка. О происхождении названия:
Земля Писаревская принадлежала писарю Харьковского полка, от того и произошло и название Писаревки.

## История
- 1712 — дата первого упоминания села[1].
- В начале 20-века Колокольцов построил здесь небольшой сахарный завод, детский дом и собственную усадьбу.
- В советское время в село курсировал маршрут автобуса из Харькова.
- При СССР село и его окрестности были курортной зоной. Здесь находились:

базы отдыха: «Алмаз» ХИЛЗ, «Берёзка», «Золотой берег», «Сосновая горка», «Тихий бор», «Янтарная»;
профилактории: райсельхозхимии, Волчанского районного узла связи;
дом отдыха;
пионерские лагеря: «Сосенки», «Чайка».
- В 1993 году в селе были рынок, небольшой зоопарк, автоматическая телефонная станция (АТС), два колхоза («Маяк», «Октябрь»), лесничество, магазин, отделение связи, ремонтно-строительное управление (РСУ) «Стройсвязь», дорожно-эксплуатационное управление (ДЭУ) «Мост», реконструировавшее мост в Рубежное, «Металлоприбор», столовая, учебно-производственный комбинат (УПК).[5]

## Экономика
- Рубежанское лесничество.
- «Золотой Берег», база отдыха

## Достопримечательности
- Возле села известны несколько поселений эпохи бронзы. Поселения срубной, бондарихинской и салтовской культур.
- Братская могила советских воинов РККА. Похоронен 81 павший воин.
- Усадьба Колокольцова (Верхняя Писаревка)